# Выборы губернатора Оренбургской области (2025)
Внеочередные выборы губернатора Оренбургской области 2025 года состоятся 12—14 сентября 2025 года, в единый день голосования.
Губернатор избирается на 5 лет. На тот же срок избранный губернатор назначает членом Совета Федерации одного из трёх протеже, заявленных при выдвижении.

## Предшествующие события
Указом Владимира Путина от 26 марта 2025 года № 179 назначен временно исполняющим обязанности губернатора Оренбургской области. Действующий губернатор Денис Паслер был назначен временно исполняющим обязанности губернатора Свердловской области.  В 2024 году Денис Паслер победил на выборах губернатора Оренбургской области с результатом 78,14%. Несмотря на наводнение на Урале его результат оказался высоким, но после этого возникло желание возглавить Свердловскую область. До назначения на должность Евгений Солнцев возглавлял должность председателя правительства ДНР.

## Кандидаты
В Оренбургской области кандидатов на пост губернатора могут выдвигать только зарегистрированные политические партии. Кандидат на пост губернатора Оренбургской области должен быть гражданином России и не моложе 30 лет. Кандидаты в губернаторы не должны иметь иностранного гражданства или вида на жительство. Каждому кандидату для регистрации необходимо собрать не менее 5 % подписей депутатов и глав муниципалитетов. Также кандидаты в губернаторы представляют 3 кандидатуры в Совет Федерации, а победитель выборов позже назначает одного из представленных кандидатов. На выборах кандидат должен собрать 236-247 подписей муниципальных депутатов, 41 подпись депутатов муниципальных районов и городских округов. Заявки на участие в выборах подали 5 кандидатов — Евгений Солнцев (ЕР), Денис Батурин (КПРФ), Оксана Набатчикова (СРЗП), Карина Салихова (Новые люди), Рамиль Гафаров (КР). 
15 июля 2025 года все кандидаты в губернаторы сдали подписи муниципальных депутатов в количестве 247 подписей.

### Участники
| Имя кандидата, политическая партия                   | Имя кандидата, политическая партия | Имя кандидата, политическая партия | Деятельность/должность (на момент выдвижения)                                             | Статус           | Кандидаты в Совет Федерации |
| ---------------------------------------------------- | ---------------------------------- | ---------------------------------- | ----------------------------------------------------------------------------------------- | ---------------- | --- |
| Денис Батурин КПРФ                                   |                                    | Денис Батурин                      | депутат Оренбургского городского совета, главный инженер ООО «РЕГИОН БЕЗОПАСНОСТЬ»        | зарегистрирован  | - Максим Амелин, депутат Законодательного собрания Оренбургской области - Ляйсан Каткова, участковая медсестра - Нурлан Мунжасаров, депутат Законодательного собрания Оренбургской области |
| Рамиль Гафаров «Коммунисты России»                   |                                    | Рамиль Гафаров                     | пенсионер                                                                                 | зарегистрирован  | - Ирина Гераськина, директор ООО «Отдых» - Игорь Петров, директор ЧОО «Митаз» - Сергей Рябов, пенсионер |
| Оксана Набатчикова «Справедливая Россия — За правду» |                                    | Оксана Набатчикова                 | советник председателя партии «Справедливая Россия — За правду»                            | зарегистрирована | - Андрей Губий, председатель первичного отделения партии «СРЗП» г. Оренбурга - Александр Колыбельников, депутат Законодательного собрания Оренбургской области - Вячеслав Ращупкин, депутат Законодательного собрания Оренбургской области                                                                             |
| Карина Салихова «Новые люди»                         |                                    | Карина Салихова                    | директор АНО по содействию развития внутрисемейных отношений «Федерация мудрых родителей» | зарегистрирована | - Александр Кожевников, директор ООО «Главное решение» - Елена Мишустина, замдиректора школы № 88 г. Оренбурга - Элеонора Сборец, директор ООО «Академия налоговых экспертов» |
| Евгений Солнцев «Единая Россия»                      |                                    | Евгений Солнцев                    | временно исполняющий обязанности губернатора Оренбургской области                         | зарегистрирован  | - Елена Афанасьева, действующий сенатор от Оренбургской области - Ольга Сальдаева, директор ГБПОУ «Педагогический колледж им. Н.К. Калугина» г. Оренбурга - Юрий Шевяков, начальник департамента по работе с регионами Уральского и Приволжского федеральных округов в Управлении президента РФ по внутренней политике |

## Социология
| Опрос                                                 | Солнцев | Гафаров | Салихова | Набатчикова | Затруднились ответить | Статистическая погрешность |
| ----------------------------------------------------- | ------- | ------- | -------- | ----------- | --------------------- | -------------------------- |
| Социологический центр "Полистратегия", 2-15 июня 2025 | 55 %    | 5-8 %   | 5-8 %    | 5-8 %       | -                     | 3,4 %                      |